# Vārves pagasts
Vārves pagasts er en territorial enhed i Ventspils novads i Letland. Pagasten havde 1.916 indbyggere i 2010 og 1.763 indbyggere i 2016 og omfatter et areal på 125,44 kvadratkilometer. Hovedbyen i pagasten er Ventava.